# Isla Calaca
Isla Calaca es una película de animación mexicana de comedia de terror de 2017, producida por Ánima Estudios y realizada por Discreet Art Productions de India. Dirigida por Leopoldo Aguilar y escrita por Billy Frolick, cuenta la historia de Lucas, un adolescente (con la voz de Phillip Adrian Vasquez en Doblaje al inglés y la de Guillermo "Memo" Aponte en voz de español) que arriba a una isla habitada por monstruos con el fin de descubrir sus orígenes y su verdadera forma no-humana. Paralelamente, Lucas debe enfrentarse a Norcutt (interpretado por Johnny Rose en Doblaje al inglés y por José Antonio Macías en voz de español), un hombre que roba el ADN de los habitantes de la isla con el deseo de convertirse en un monstruo.
Doblaje al inglés, Roger L. Jackson, Fiona Hardingham, Katie Leigh, Joey Camen, Erik Brada y Wally Wingert respectivamente, y voz de español, Octavio Rojas, Alicia Barragán, Ángela Villanueva, Luis Daniel Ramírez, Ricardo Tejedo, Alan F. Velázquez y Gerardo Alonso completan las protagonistas de voces principal.
La cinta fue lanzada comercialmente por primera vez en Reino Unido el 21 de julio de 2017, y más tarde el 14 de septiembre de 2017 en México, país en el que fue distribuida por Corazón Films, y en el que fue una de las películas más vistas de ese mismo año.
Actualmente, la película puede encontrarse tanto en Netflix, Filmin Latino, y la plataforma Vix.

## Sinopsis
Lucas es un adolescente que vive con su padre Nicolás en alguna parte de Estados Unidos. Durante una fiesta de Halloween, a la cual tenía prohibido ir, descubre que es un monstruo. Ante este acontecimiento, le reclama a su padre una explicación. Este le muestra un libro de la isla de donde provienen, llamada Calavera. Le asegura que podrán ir cuando crezca; pero Lucas, desesperado por investigar más a fondo sus raíces, toma sus cosas y se va directamente hacia la isla en busca de respuestas. 
Casi llegando se topa con una tormenta que provoca olas de gran tamaño, y le hace perder el control del bote. Esto hace que impacte contra una roca y caiga inconsciente al mar. Una sirena lo salva y lo lleva a tierra firme, donde parece ser una selva con criaturas monstruosas. Lucas se dispone a correr hasta llegar al poblado de la isla. Mientras tanto su padre va en su búsqueda, pero le resulta difícil convertirse en monstruo, pues lleva usando un inhalador durante mucho tiempo. Por ello recurre a un monstruo siamés de aspecto japonés. Lucas, ya en el poblado, conoce a su abuela (que su padre ya le había hablado de ella), quien está al mando de un almacén del que es dueña, y a su asistente Verónica. Aunque al principio estos dos no se llevan bien, con el paso del tiempo entablan algo más que una amistad. 
Al momento de la llegada de Lucas, en la isla habían estado desapareciendo muchos habitantes, y algunos temen que Lucas sea el culpable. Sin embargo, las desapariciones van más allá de su inesperada llegada. Estas involucran a su familia y su pasado, al conocer que el responsable de todo es su tío Norcutt. Este, al igual que su sobrino, es humano, pero nunca llegó a convertirse en un monstruo. Usa a los habitantes para extraerles su ADN y usarlo para crear una pócima que permita convertirlo en uno. Nicolás, por su lado, sigue intentando convertirse en monstruo sin resultado alguno. Hasta que finalmente, recuerda lo que en realidad significa ser uno, pudiendo volver a convertirse en su forma verdadera, e inmediatamente se dirige a buscar a su hijo. 
Lucas es detenido y considerado principal sospechoso. Cuando llega su padre, exige una explicación a los oficiales del lugar sobre el motivo de su detención, pero poco después Lucas vuelve a convertirse en monstruo, y se dirige al castillo donde su abuela, Verónica y otros habitantes están encerrados, con la intención de rescatarlos y detener a su tío. Al llegar ahí, le hace frente a los lacayos de Norcutt, por lo que comienza una batalla. Nicolás llega para apoyarlo diciéndole que él los detendrá, mientras Lucas aprovecha para ir en rescate de las siguientes víctimas de su tío. Nicolás resulta victorioso, y Lucas también cumple su objetivo. Sin embargo, Norcutt da los últimos toques a su pócima, convirtiéndose finalmente en un monstruo, y se enfrenta a su sobrino y a Nicolás. 
Pero es derrotado. El resto del pueblo llega al lugar, los oficiales lo arrestan y se lo llevan detenido. Mientras tanto Lucas se disculpa con su padre por haberle desobedecido y él, por su parte, por haberle mentido durante tanto tiempo. Lucas se dirige a Verónica, se dan un fuerte abrazo para terminar con un apasionado beso. Días después, en el centro de la isla, todos se reúnen para celebrar la caída de Norcutt. 
Durante una escena poscréditos, Lucas, ahora en su forma monstruosa, regresa a la escuela para salvar a su amigo quien lo recibe con sorpresa y emoción, y para ajustar cuentas con el bravucón que les había atormentado, terminando este con una cara de preocupación por lo que le esperaba.

## Elenco
- Memo Aponte como Lucas, el protagonista
- Octavio Rojas como Nicolás, papá de Lucas
- Alicia Barragán como Verónica, la amiga más tarde el interés amoroso de Lucas
- Ángela Villanueva como Carlotta, abuela de Lucas
- José Antonio Macías como Norcutt, tío de Lucas y el principal antagonista
- Luis Daniel Ramírez como Fergus
- Ricardo Tejedo como Giraldo
- Alan Velázquez como Shiro
- Gerardo Alonso como Kuro
- Emilio Treviño como Peter, amigo de Lucas

## Producción
Este fue el tercer largometraje de Anima estudios en animación 3D, y al igual que sus dos producciones anteriores, contó con el apoyo del estudio indio Discreet Art Productions. 

## Estreno
Originalmente se planeaba estrenar durante los festejos del Grito de Dolores (para el 15 de septiembre) pero fue movida para un día antes (el 14 de septiembre). Su distribución corrió a cargo por la empresa Corazón Films. Esta película fue uno de los últimos trabajos de doblaje de Memo Aponte quien sería denunciado por acoso sexual en reiteradas ocasiones poco tiempo después.